# ヤングダービー競走
ヤングダービー競走（ヤングダービーきょうそう）（英語名称：KYODO NEWS CUP YOUNG DERBY）は、30歳未満の若手レーサーを対象としたボートレースのプレミアムGI競走である。
末期の新鋭王座決定戦競走からの流れで、共同通信社が後援し、優勝杯を提供している。
本項ではヤングダービー競走に関連するイースタンヤング競走、ウエスタンヤング競走、ルーキーシリーズ競走についても記述する。

## 概要
本競走の前身として新鋭王座決定戦競走が30年余り開催されていたが、30歳未満の選手による若手選手育成と迫力のあるレースの提供をめざし、新鋭王座決定戦競走を2014年からリニューアル。出場条件をデビュー6年目未満の選手のみから、30歳未満の選手のみに変更し、最大16回出場できるようになった。新設競走が加えられるのは2012年の賞金女王決定戦競走以来、2年ぶり13レース目となる。
なお、2017年からルーキーシリーズに設定されたオーバーエイジ枠は、6年目以上の選手であっても30歳未満であれば参戦可能であるヤングダービーでは設置する必要性がないため設定されていない。
ほぼ男子選手のみが出場していた新鋭王座決定戦競走とは異なり、ヤングダービーでは30歳未満であれば女子選手にも出場の機会を与えており、第1回より毎年少数ながらも女子選手が出場している（過去に平山智加や遠藤エミ、小野生奈らと言った数人のA級トップクラスの女子選手が出場。1985年7月生まれの平山は第1回のみ参加資格を有していたが、1988年2月生まれの遠藤は第4回まで、同年10月生まれの小野は第5回までの参加資格があった）。なお、このうち2018年の第5回では7人の女子選手が参加し、その中で大山千広が女子で初のヤングダービー優勝戦進出を果たした（結果は6着）。大山は1996年2月生まれであり、現行の規定では2025年開催の第12回までの参加資格を有している。
出走ファンファーレはルーキーシリーズと同じものを使用している。尚、優勝杯はクリスタルでラインは９本入っている。

## 出場資格
開催年の9月1日現在で30歳未満（性別問わず）の選手が対象である。よって、20代後半でデビューした選手はたとえ若手であっても出場することは難しいか、あるいはできない競走である。上村純一など、これに該当したためヤングダービーの出場が適わなかった選手もいる。
選考期間は開催前年の7月1日から開催年の6月30日まで。
- 優先出場権獲得者
  - 前年度優勝者（ただし、前年度優勝者が開催年に30歳になったか、あるいは登録消除・引退したことで出場資格が喪失した場合は、前年度優勝者による優先出場権もそれに連動して消失する）[注 1]
  - イースタン・ウエスタンヤングの優勝者（各1名、重複の場合は予備から繰り上がり）
- 選考期間内における勝率が上位の選手。
  - 勝率が並んだ場合は着順点上位者から順に選出
※級別は問わない。
- 選出除外
  - フライング休みが当該競走の前検日を含む開催期間と重複する場合。
  - 選考期間内の出走回数140回未満の選手。※優先出場選手は免除
  - 選考期間内の事故率0.40以上の選手。
  - スタート事故による選出除外となるプレミアムGI、GI、GIIの罰則期間が当該競走の前検日を含む開催期間と重複する場合[注 2]（女子戦除外は当競走の斡旋には影響ないが、番組編成でオール女子のレースが組めなくなる。優勝戦はG1/G2が1年除外で次回大会が出場不能になる）
  - イースタン・ウエスタンヤングの優勝戦でスタート事故を起こした場合。※斡旋が決まっていても取消の対象。
  - 負傷・病気・出産等により出場を辞退した選手。
  - 褒賞懲戒規程による出場停止処分を受けた選手。※斡旋が決まっていても取消の対象。

※出場取消があった場合、および前年度優勝者の優先出走権が消失した場合には、取消があった人数分の予備選手を繰り上げる。

### 賞金
優勝賞金は1300万円（副賞金含む）

### スタート事故の罰則
フライングや出遅れをした選手には厳しい罰則が課せられている。
| 罰則適用のレース名 | 出場資格          | 罰則の内容                                                                          |
| ------------------ | ----------------- | ----------------------------------------------------------------------------------- |
| 優勝戦             | 各準優勝戦上位2名 | フライング休み終了後、当該事故1回につき 12ヶ月間プレミアムGI・GI・GII競走の選出除外 |
| 準優勝戦           | 予選1位-18位      | フライング休み終了後、当該事故1回につき 6ヶ月間プレミアムGI・GI・GII競走の選出除外  |

## エピソード
- 第1回（2014年） - 優勝戦は1号艇峰竜太・2号艇渡邊雄一郎・5号艇土屋智則の3人がスタート事故（フライング）。総発売額の97.2%にあたる5億9663万100円が返還となった[7][8]。
- 第7回（2020年） - 新型コロナウイルス感染症の感染拡大防止のため、開催競艇場（びわこ競艇場）に入場できるのは事前申し込みをした人のみであったが、同年のSG・プレミアムG1では初めて居住地の制限を行わなかった（8月のレディースチャンピオンから解禁されていたが、対象者を原則として、開催地の競艇場が立地する都道府県及び隣接都道府県の居住者に限定されている）。

## 歴代優勝者
出典はボートレースオフィシャルウェブサイトにある ヤングダービー の各回ページより。
| 回数 | 開催年             | 優勝戦日 | 開催場 | 優勝者     | 優勝者   | 優勝者 | 優勝者   | 優勝者 | 優勝者 | 優勝者   |
| 回数 | 開催年             | 優勝戦日 | 開催場 | 選手名     | 登録番号 | 年齢   | 所属支部 | 枠番   | コース | 決まり手 |
| ---- | ------------------ | -------- | ------ | ---------- | -------- | ------ | -------- | ------ | ------ | -------- |
| 1    | 2014年（平成26年） | 9月28日  | 戸田   | 桐生順平   | 4444     | 27     | 埼玉     | 4      | 5      | 恵まれ   |
| 2    | 2015年（平成27年） | 9月27日  | 尼崎   | 松田祐季   | 4391     | 29     | 福井     | 1      | 1      | 逃げ     |
| 3    | 2016年（平成28年） | 9月25日  | 常滑   | 松田大志郎 | 4544     | 28     | 福岡     | 1      | 1      | 逃げ     |
| 4    | 2017年（平成29年） | 9月24日  | 蒲郡   | 中田竜太   | 4547     | 29     | 埼玉     | 1      | 1      | 逃げ     |
| 5    | 2018年（平成30年） | 9月24日  | 浜名湖 | 関浩哉     | 4851     | 23     | 群馬     | 1      | 1      | 逃げ     |
| 6    | 2019年（令和元年） | 9月23日  | 三国   | 永井彪也   | 4688     | 26     | 東京     | 1      | 1      | 逃げ     |
| 7    | 2020年（令和2年）  | 9月22日  | びわこ | 磯部誠     | 4586     | 29     | 愛知     | 2      | 2      | 差し     |
| 8    | 2021年（令和3年）  | 9月26日  | 徳山   | 羽野直也   | 4831     | 26     | 福岡     | 1      | 1      | 逃げ     |
| 9    | 2022年（令和4年）  | 9月25日  | 多摩川 | 近江翔吾   | 4643     | 29     | 香川     | 1      | 1      | 逃げ     |
| 10   | 2023年（令和5年）  | 9月24日  | 下関   | 上條暢嵩   | 4719     | 29     | 大阪     | 2      | 2      | まくり   |
| 11   | 2024年（令和6年）  | 9月23日  | 桐生   | 関浩哉     | 4851     | 29     | 群馬     | 1      | 1      | 抜き     |

## イースタンヤング・ウエスタンヤング
ヤングダービー競走のプレシリーズとして「イースタンヤング」と「ウエスタンヤング」の2競走が行われる。共にGIII競走である。優勝者のみがヤングダービーへの優先出場権を得る。2014年にヤングダービーの新設とあわせて新設された。
イースタンヤングはボートレース桐生からボートレース住之江までの区分に属するレーサーによって、ウエスタンヤングはボートレース尼崎からボートレース大村までの区分に属するレーサーによって行われる。
出場できるのはそれぞれの地区毎に30歳未満でかつ過去半年間の級別審査期間勝率上位者（出走回数70走以上・褒賞懲戒規程による出場停止処分を受けた選手およびヤングダービーの歴代優勝者は除外）とし、女子選手も出場可能である。
第7回大会（2020年）は、イースタンヤング・ウエスタンヤングの前年度優勝者とルーキーシリーズ優勝者に優先出場権が与えられるとともに、ヤングダービーの歴代優勝者が選出除外にならなくなった。
過去、両大会からヤングダービーの優先出走権を手にしたのは第4回大会（2017年）のイースタンヤングを制した片橋幸貴のみだが、片橋は本戦のヤングダービーでも優勝戦に進出した。（4号艇・妨害失格）
出走ファンファーレはこの競走もルーキーシリーズと同じものを使用している。

### 歴代優勝者

#### イースタンヤング
| 回数 | 開催年             | 優勝戦日 | 開催場 | 優勝者     | 優勝者 | 優勝者 | 優勝者 | 優勝者 | 優勝者 | 優勝者 | 優勝者   |
| 回数 | 開催年             | 優勝戦日 | 開催場 | 選手名     | 登番   | 年齢   | 級     | 支部   | 枠番   | コース | 決まり手 |
| ---- | ------------------ | -------- | ------ | ---------- | ------ | ------ | ------ | ------ | ------ | ------ | -------- |
| 1    | 2014年（平成26年） | 7月30日  | 蒲郡   | 桐生順平   | 4444   | 27     | A1     | 埼玉   | 4      | 4      | 差し     |
| 2    | 2015年（平成27年） | 7月7日   | 住之江 | 西村拓也   | 4397   | 28     | A1     | 大阪   | 4      | 4      | まくり   |
| 3    | 2016年（平成28年） | 7月5日   | 浜名湖 | 平田健之佑 | 4470   | 29     | B1     | 三重   | 1      | 1      | 逃げ     |
| 4    | 2017年（平成29年） | 7月4日   | 桐生   | 片橋幸貴   | 4677   | 29     | B1     | 滋賀   | 4      | 4      | 抜き     |
| 5    | 2018年（平成30年） | 7月3日   | 津     | 秋元哲     | 4532   | 29     | A2     | 埼玉   | 4      | 4      | まくり   |
| 6    | 2019年（令和元年） | 7月2日   | びわこ | 木下翔太   | 4659   | 28     | A1     | 大阪   | 2      | 2      | まくり   |
| 7    | 2020年（令和2年）  | 6月19日  | 桐生   | 木下翔太   | 4659   | 29     | A1     | 大阪   | 1      | 1      | 逃げ     |
| 8    | 2021年（令和3年）  | 6月17日  | 戸田   | 永井彪也   | 4688   | 28     | A1     | 東京   | 2      | 2      | まくり   |
| 9    | 2022年（令和4年）  | 6月17日  | 津     | 宮之原輝紀 | 4939   | 24     | A1     | 東京   | 1      | 1      | 逃げ     |
| 10   | 2023年（令和5年）  | 6月16日  | 常滑   | 関浩哉     | 4851   | 28     | A1     | 群馬   | 1      | 1      | 逃げ     |
| 11   | 2024年（令和6年）  | 6月21日  | びわこ | 豊田健士郎 | 4851   | 28     | A1     | 三重   | 1      | 1      | 逃げ     |
| 12   | 2025年（令和7年）  | 6月19日  | 多摩川 | 宮之原輝紀 | 4939   | 27     | A1     | 東京   | 1      | 1      | 逃げ     |

※第7回は新型コロナウイルス感染拡大の為、無観客にて開催（開催地・桐生競艇場の無観客措置解除は7月6日）。

#### ウエスタンヤング
| 回数 | 開催年             | 優勝戦日 | 開催場 | 優勝者     | 優勝者 | 優勝者 | 優勝者 | 優勝者 | 優勝者 | 優勝者 | 優勝者     | 備考                          |
| 回数 | 開催年             | 優勝戦日 | 開催場 | 選手名     | 登番   | 年齢   | 級     | 支部   | 枠番   | コース | 決まり手   |                               |
| ---- | ------------------ | -------- | ------ | ---------- | ------ | ------ | ------ | ------ | ------ | ------ | ---------- | ----------------------------- |
| 1    | 2014年（平成26年） | 7月30日  | 大村   | 篠崎仁志   | 4477   | 26     | A1     | 福岡   | 1      | 1      | 逃げ       |                               |
| 2    | 2015年（平成27年） | 7月7日   | 下関   | 篠崎仁志   | 4477   | 27     | A1     | 福岡   | 2      | 2      | 抜き       |                               |
| 3    | 2016年（平成28年） | 7月5日   | 丸亀   | 松崎祐太郎 | 4451   | 28     | A1     | 福岡   | 1      | 1      | 逃げ       |                               |
| 4    | 2017年（平成29年） | 7月4日   | 宮島   | 前田将太   | 4504   | 29     | A1     | 福岡   | 4      | 4      | まくり差し |                               |
| 5    | 2018年（平成30年） | 7月4日   | 下関   | 仲谷颯仁   | 4848   | 23     | A1     | 福岡   | 1      | 1      | 逃げ       | 荒天により１日順延 （7月3日） |
| 6    | 2019年（令和元年） | 7月2日   | 丸亀   | 中村晃朋   | 4739   | 27     | A1     | 香川   | 3      | 3      | まくり差し |                               |
| 7    | 2020年（令和2年）  | 6月18日  | 児島   | 大山千広   | 4885   | 24     | A1     | 福岡   | 1      | 1      | 逃げ       |                               |
| 8    | 2021年（令和3年）  | 6月18日  | 宮島   | 村上遼     | 4715   | 29     | A1     | 長崎   | 1      | 1      | 逃げ       |                               |
| 9    | 2022年（令和4年）  | 6月16日  | 福岡   | 石丸海渡   | 4772   | 28     | A1     | 香川   | 1      | 1      | 逃げ       |                               |
| 10   | 2023年（令和5年）  | 6月15日  | 鳴門   | 新開航     | 4932   | 27     | A1     | 福岡   | 1      | 1      | 逃げ       |                               |
| 11   | 2024年（令和6年）  | 6月20日  | からつ | 新開航     | 4932   | 28     | A1     | 福岡   | 6      | 6      | まくり     |                               |
| 12   | 2025年（令和7年）  | 6月20日  | 芦屋   | 中村日向   | 5043   | 26     | A1     | 香川   | 3      | 3      | まくり     |                               |

## 開催予定

### ヤングダービー
- 第12回大会 2025年（令和7年）9月23日 - 28日  ボートレース宮島[11]
- 第13回大会 2026年（令和8年）9月22日 - 27日  ボートレース若松（ナイター開催）[12]

### イースタンヤング
- 第13回大会 2026年（令和8年）6月18日 - 23日  ボートレース津 [12]

### ウエスタンヤング
- 第13回大会 2026年（令和8年）6月19日 - 24日  ボートレース福岡（薄暮開催）[12]

## ルーキーシリーズ
ルーキーシリーズとは、若手選手を対象としたボートレースのGIII競走として長らく開催されたが、2014年度からの番組改正の実施に伴い、一般競走に変更された。これに伴い2014年に「新鋭リーグ戦」から名称変更されている。

### 出場資格
年齢関係なく、当該年の1月1日現在でデビュー6年未満かつ過去にあった新鋭王座決定戦競走に優勝していない選手のみである。ただし、2017年度（同年4月開催）からデビュー6年目以上であっても30歳未満かつSG競走で優勝戦に進出していない選手であれば参戦可能なオーバーエイジ枠が最大で6人までの条件で設定されている。過去のルーキーシリーズ競走でオーバーエイジ枠に入った選手では荒井翔伍が優勝した他、木下翔太が1着のみを記録すると言う完全優勝を果たしている。
性別の制約はないが、女子選手は基本的に一般戦のヴィーナスシリーズおよびG3競走のオールレディース競走に参加するため出場していない。
ルーキーシリーズには専用の出走ファンファーレが用意されている。このファンファーレは2010年4月に採用を開始した新鋭リーグ戦時代末期のものを引き継いでいる。